# Coupe de France 1932/33

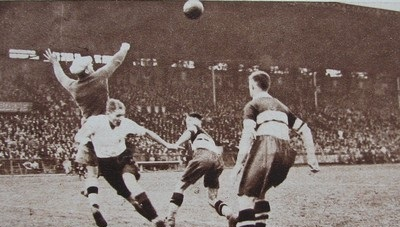
Finale van de Coupe de France 1932/33

Het seizoen 1932/33 was het zestiende seizoen van de Coupe de France in het voetbal. Het toernooi werd georganiseerd door de Fédération Française de Football Association (FFFA).
Dit seizoen namen er 472 clubs aan deel (34 meer dan de record deelname in het vorige seizoen). 1932/33 was tevens het seizoen dat de landelijke professionele National liga van start ging waar 20 clubs aan deelnamen. De competitie ging in september van start en eindigde op 7 mei met de finale in het Stade Olympique Yves-du-Manoir in Colombes. De zege ging voor de eerste keer naar Excelsior Roubaix die stadgenoot RC Roubaix (in 1932 eveneens verliezend finalist) met 3-1 versloeg.

## Uitslagen

### 1/32 finale
De 1/32e finale was de vierde ronde, inclusief de voorronde. De wedstrijden werden op 18 december 1932 gespeeld, de beslissingswedstrijden op 25 december.
| Winnaar            | Uitslag     | Verliezer           |
| ------------------ | ----------- | ------------------- |
| Excelsior Roubaix  | 2-2 nv; 5-0 | UL Moyeuvre Grande  |
| RC Roubaix         | 7-0         | AS Barlin           |
| FC Sète            | 9-0         | Stade Bordeaux      |
| AS Cannes          | 4-0         | FC Saint-Louis 1911 |
| OGC Nice           | 2-0         | USA Clichy          |
| SO Montpellier     | 7-1         | SC Choisy-le-Roi    |
| FC Sochaux         | 3-1         | FC Bischwiller 07   |
| Olympique Antibes  | 3-1         | US Annemasse        |
| FC Rouen           | 8-0         | US Auchel           |
| SC Nîmes           | 2-0         | SC Draguignan       |
| Club Français      | 4-0         | ES Hayange          |
| Red Star Olympique | 5-1         | Lorient Sports      |
| RC Strasbourg      | 1-0         | SC Fives            |
| RC Paris           | 4-0         | ASSB Oignies        |
| US Tourcoing       | 3-0         | JS Desvres          |
| Stade Rennes       | 2-1         | AS Cherbourg-Stella |

| Winnaar                 | Uitslag     | Verliezer             |
| ----------------------- | ----------- | --------------------- |
| US Boulogne             | 1-0         | CA Paris              |
| CASG Paris              | 4-2         | AS Brest              |
| Hyères FC               | 7-0         | AS Girondins Bordeaux |
| SCO Angers              | 3-1         | US Quevilly           |
| Olympique Lille         | 6-1         | CA Saint-Aubin        |
| CO Billancourt          | 2-2 nv; 3-1 | AS Strasbourg         |
| RC Lens                 | 0-0 nv; 2-0 | FC Metz               |
| US Deux Vireux          | 3-0         | Iris Club Lillois     |
| La Bastidienne Bordeaux | 7-1         | FC Lorient            |
| AS Monaco               | 0-0 nv; 2-1 | US Belfort            |
| AC Amiens               | 2-0         | CA Vitry              |
| CA Mulhouse             | 4-0         | Olympique Marseille   |
| Stade Français          | 4-1         | Énergie Troyes        |
| Le Havre AC             | 1-1 nv; 2-0 | US Bruay              |
| US Saint-Servan         | 7-1         | Stade Léonard         |
| FC Mulhouse             | 3-0         | Stade Béthune         |

### 1/16 finale
De wedstrijden werden op 8 januari 1933 gespeeld, de beslissingswedstrijden op 19 (Nice-Lille), 22 (Red Star-Le Harve AC) en 28 januari (Excelsior-Boulogne).
| Winnaar           | Uitslag     | Verliezer       |
| ----------------- | ----------- | --------------- |
| Excelsior Roubaix | 0-0 nv; 1-0 | US Boulogne     |
| RC Roubaix        | 3-0         | CASG Paris      |
| FC Sète           | 2-1         | Hyères FC       |
| AS Cannes         | 3-1         | SCO Angers      |
| OGC Nice          | 1-1 nv; 2-1 | Olympique Lille |
| SO Montpellier    | 4-1         | CO Billancourt  |
| FC Sochaux        | 8-0         | RC Lens         |
| Olympique Antibes | 2-1         | US Deux Vireux  |

| Winnaar            | Uitslag     | Verliezer               |
| ------------------ | ----------- | ----------------------- |
| FC Rouen           | 9-1         | La Bastidienne Bordeaux |
| SC Nîmes           | 2-1         | AS Monaco               |
| Club Français      | 4-1         | Stade Français          |
| Red Star Olympique | 1-1 nv; 2-0 | Le Havre AC             |
| RC Strasbourg      | 4-1         | AC Amiens               |
| RC Paris           | 4-0         | CA Mulhouse             |
| US Tourcoing       | 6-1         | US Saint-Servan         |
| Stade Rennes       | 4-3         | FC Mulhouse             |

### 1/8 finale
De wedstrijden werden op 8 februari 1933 gespeeld.
| Winnaar           | Uitslag | Verliezer          |
| ----------------- | ------- | ------------------ |
| Excelsior Roubaix | 5-2     | FC Rouen           |
| RC Roubaix        | 3-0     | SC Nîmes           |
| FC Sète           | 2-1     | Club Français      |
| AS Cannes         | 2-0     | Red Star Olympique |

| Winnaar           | Uitslag | Verliezer     |
| ----------------- | ------- | ------------- |
| OGC Nice          | 4-1     | RC Strasbourg |
| SO Montpellier    | 4-3     | RC Paris      |
| FC Sochaux        | 6-1     | US Tourcoing  |
| Olympique Antibes | 6-3     | Stade Rennes  |

### Kwartfinale
De wedstrijden werden op 26 februari 1933 gespeeld.
| Winnaar           | Uitslag | Verliezer         |
| ----------------- | ------- | ----------------- |
| Excelsior Roubaix | 3-1     | OGC Nice          |
| RC Roubaix        | 3-0     | SO Montpellier    |
| FC Sète           | 3-2 nv  | FC Sochaux        |
| AS Cannes         | 3-1     | Olympique Antibes |

### Halve finale
De wedstrijden werden op 8 (Excelsior-Sète) en 9 (Roubaix-Cannes) april 1933 gespeeld.
| Winnaar           | Uitslag | Verliezer |
| ----------------- | ------- | --------- |
| Excelsior Roubaix | 2-1     | FC Sète   |
| RC Roubaix        | 2-0     | AS Cannes |

### Finale
De wedstrijd werd op 7 mei 1933 gespeeld in het Stade Olympique Yves-du-Manoir in Colombes voor 38.000 toeschouwers. De wedstrijd stond onder leiding van scheidsrechter Roger Conrié.
| Winnaar                                                       | Uitslag | Finalist              |
| ------------------------------------------------------------- | ------- | --------------------- |
| Excelsior Roubaix                                             | 3-1     | RC Roubaix            |
| Marcel Langiller 3' Julien Bugé 23' Norbert Van Caeneghem 26' |         | 72' Robert Van Vooren |

1917/18 · 1918/19 · 1919/20 · 1920/21 · 1921/22 · 1922/23 · 1923/24 · 1924/25 · 1925/26 · 1926/27 · 1927/28 · 1928/29 · 1929/30 · 1930/31 · 1931/32 · 1932/33 · 1933/34 · 1934/35 · 1935/36 · 1936/37 · 1937/38 · 1938/39 · 1939/40 · 1940/41 · 1941/42 · 1942/43 · 1943/44 · 1944/45 · 1945/46 · 1946/47 · 1947/48 · 1948/49 · 1949/50 · 1950/51 · 1951/52 · 1952/53 · 1953/54 · 1954/55 · 1955/56 · 1956/57 · 1957/58 · 1958/59 · 1959/60 · 1960/61 · 1961/62 · 1962/63 · 1963/64 · 1964/65 · 1965/66 · 1966/67 · 1967/68 · 1968/69 · 1969/70 · 1970/71 · 1971/72 · 1972/73 · 1973/74 · 1974/75 · 1975/76 · 1976/77 · 1977/78 · 1978/79 · 1979/80 · 1980/81 · 1981/82 · 1982/83 · 1983/84 · 1984/85 · 1985/86 · 1986/87 · 1987/88 · 1988/89 · 1989/90 · 1990/91 · 1991/92 · 1992/93 · 1993/94 · 1994/95 · 1995/96 · 1996/97 · 1997/98 · 1998/99 · 1999/00 · 2000/01 · 2001/02 · 2002/03 · 2003/04 · 2004/05 · 2005/06 · 2006/07 · 2007/08 · 2008/09 · 2009/10 · 2010/11 · 2011/12 · 2012/13 · 2013/14 · 2014/15 · 2015/16 · 2016/17 · 2017/18 · 2018/19 · 2019/20 · 2020/21 · 
2021/22 · 2022/23 · 2023/24 · 2024/25 ·